# David O'Connor (cavaliere)
David John O'Connor (Washington, 18 gennaio 1962) è un cavaliere statunitense.
Ha rappresentato gli Stati Uniti d'America nel concorso completo ed ha partecipato a due Olimpiadi, vincendo una medaglia d'argento nel concorso a squadre ai Giochi olimpici del 1996, nonché una medaglia d'oro nel concorso individuale e una di bronzo in quello di squadra ai Giochi olimpici del 2000. Ai Giochi Panamericani del 1999 ha conquistato un argento nel concorso individuale e un oro in quello di squadra; ai Mondiali di equitazione del 2002 ha aiutato la squadra statunitense a conquistare la medaglia d'oro. Dopo il suo ritiro dalle competizioni nel 2004, è stato coinvolto nell'attività amministrativa degli eventi internazionali di equitazione. Ha inoltre ricoperto ruoli di alto livello come allenatore per le squadre nazionali statunitensi e canadesi, ed è stato presidente della United States Equestrian Federation (la federazione equestre degli Stati Uniti) dal 2004 al 2012. Durante la sua carriera, O'Connor e i suoi cavalli sono stati premiati da diverse organizzazioni con numerosi riconoscimenti, tra cui quello di cavaliere e cavallo dell'anno. Nel 2009 è stato inserito nella Hall of Fame della United States Eventing Association e a due dei suoi cavalli è stato concesso lo stesso onore. Sposato con la collega Karen O'Connor, la coppia gestisce delle strutture di addestramento equestre negli Stati Uniti orientali.

## Vita privata
Sua madre, Sally O'Connor, nata in Inghilterra, era una cavallerizza del dressage, oltre che giudice ed autrice. Già in tenera età ha iniziato a cavalcare: da bambino ha partecipato a una corsa a cavallo attraverso gli Stati Uniti con sua madre e suo fratello, coprendo 3.000 miglia per diversi mesi.
O'Connor ha sposato la sua collega Karen, anch'ella partecipante a gare internazionali di concorso completo, il 26 giugno 1993. Divennero la prima coppia sposata a gareggiare nella stessa squadra olimpica d'equitazione degli Stati Uniti, guidandola alla conquista della medaglia d'argento ai Giochi olimpici del 1996. Ottennero una seconda medaglia condivisa alle Olimpiadi del 2000, segnando nuovamente un momento storico, come il primo duo di marito e moglie a riuscire nell'intento. I due gestiscono due strutture di addestramento equestre a The Plains, in Virginia, e a Ocala, in Florida. Quando non è coinvolto in attività equestri, O'Connor ama leggere e giocare a golf.

## Carriera
O'Connor iniziò a partecipare in competizioni internazionali per gli Stati Uniti nel 1986. Fu cavaliere di riserva ai Giochi olimpici del 1988. In sella a Wilton Fair, fece parte della squadra statunitense che gareggiò ai Mondiali di equitazione del 1990, dove si piazzò 35º nel concorso individuale, mentre la squadra ottenne il quarto posto. Ai Mondiali di equitazione del 1994 si classificò 44º in sella a On a Mission e ricoprì nuovamente il ruolo di sostituto per la squadra statunitense.
O'Connor ha gareggiato in due Olimpiadi per gli Stati Uniti. Alle Olimpiadi estive del 1996 ad Atlanta ottenne il quinto posto nell'individuale, cavalcando Custom Made. In sella a un secondo cavallo, Giltedge, contribuì alla vittoria della medaglia d'argento nel concorso a squadre. Alle Olimpiadi estive del 2000 a Sydney, sempre in sella a Custom Made, vinse la medaglia d'oro e aiutò la squadra statunitense a ottenere una medaglia di bronzo, cavalcando Giltedge. Durante la gara individuale in quelle Olimpiadi, dominò ogni fase dell'evento e fece la storia olimpica con un record nel dressage. Gli osservatori definirono la corsa "accurata e precisa con una buona cadenza nel suo svolgimento". Nel 1997 O'Connor e Custom Made vinsero ai Badminton Horse Trials, diventando la seconda coppia statunitense a riuscire nell'impresa. Ai Mondiali di equitazione del 1998 O'Connor, in sella a Giltedge, ottenne un sesto posto individuale, mentre la squadra statunitense si piazzò al quarto posto. Di nuovo in sella a Giltedge, O'Connor vinse l'argento individuale ai Giochi Panamericani del 1999 e contribuì alla conquista della medaglia d'oro nel concorso di squadra. La coppia ha anche cavalcato con la squadra vincitrice della medaglia d'oro ai Mondiali di equitazione del 2002 a Jerez de la Frontera. O'Connor fu spesso classificato come uno dei migliori cavalieri al mondo dalla Fédération équestre internationale, con il quarto posto nel 1996, il terzo posto nel 1997 e il primo posto nel 2000. Fu anche il miglior cavaliere degli eventi negli Stati Uniti, posizionandosi in cima alla classifica della United States Eventing Association nel 1998 e nel 1999. Ha vinto inoltre tre volte il Rolex Kentucky Three Day, una volta nella categoria CCI4* e due volte nella categoria CCI3*.

## Dopo il ritiro
Nel 2002 sia Custom Made che Giltedge furono ritirati dalle competizioni. Nel 2004 O'Connor si ritirò dall'attività agonistica e in breve tempo fu coinvolto in aspetti amministrativi del mondo del concorso completo. Fu presidente della United States Equestrian Federation (USEF) dal 2004 al 2012. Nel 2006 fu nominato consulente tecnico internazionale della squadra nazionale canadese. In quella veste, ha guidato la squadra alle medaglie d'argento ai Giochi panamericani 2007 e ai Mondiali di equitazione del 2010. Nel gennaio del 2013 lasciò la squadra canadese dopo essere stato nominato "chef d'équipe" nella squadra nazionale degli eventi degli Stati Uniti.

## Riconoscimenti
La USEA nominò O'Connor "Rider of the Year" nel 1996 e nel 1997; negli stessi anni il cavallo di O'Connor, Lightfoot, fu nominato Horse of the Year. O'Connor fu anche nominato "Eventing Horseman of the Year" dalla rivista The Chronicle of the Horse nel 1996, insieme a sua moglie Karen. Nel 1998 O'Connor ricevette la Whitney Stone Cup, un premio annuale della USEF che onora "un concorrente attivo che mostra un'eccellenza consistente nelle competizioni internazionali e alti standard di condotta sportiva mentre serve come ambasciatore per gli Stati Uniti e l'equitazione". Nel 1998 Lightfoot fu nominato "Horse of the Year" dall'USEA, mentre nel 1999 un altro cavallo di O'Connor, Rattle & Hum, ottenne lo stesso riconoscimento, oltre a quello di "Eventing Horse of the Year" nel 1999 da parte di The Chronicle of the Horse. Nel 2000 quest'ultima rivista nominò O'Connor "Horseman of the Year" sia in assoluto sia nel concorso completo, mentre il suo cavallo, Custom Made, fu nominato "Horse of the Year" sia in assoluto sia nel concorso completo. Due anni dopo, nel 2002, Giltedge, l'altro cavallo principale di O'Connor, ottenne i medesimi riconoscimenti di Custom Made. L'USEF nominò O'Connor "Equestrian of the Year" per due anni, nel 2000 e nel 2002. Sempre nel 2002, O'Connor venne premiato con lo USA Equestrian Sportsmanship Award. Nel 2009 O'Connor e Custom Made furono inseriti nella Hall of Fame dell'USEA, mentre nel 2012 venne conferita la stessa onorificenza anche a Giltedge. Inoltre, nel 2013, quattro cavalli cavalcati da O'Connor (Giltedge, Custom Made, On a Mission e Wilton Fair) sono stati inseriti nella lista dei 50 migliori cavalli USEA con punteggio elevato.

## Palmarès

### Giochi olimpici
- Argento Atlanta 1996 (concorso completo a squadre)
- Oro Sydney 2000 (concorso completo individuale)
- Bronzo Sydney 2000 (concorso completo a squadre)

### Campionati mondiali
- Bronzo Roma 1998 (concorso completo a squadre)
- Oro Jerez de la Frontera 2002 (concorso completo a squadre)

### Giochi panamericani
- Oro Winnipeg 1999 (concorso completo a squadre)
- Argento Winnipeg 1999 (concorso completo individuale)